# Spilna sprava
Spilna sprava (ukrainsk: Спільна справа, dansk: Fælles sag) er en ukrainsk oppositionsgruppe. Gruppen trådte frem da den tidligt i 2014 besatte flere vigtige offentlige kontorer i Kyiv, blandt andet justits-, landbrug- og energiministeriet (et par timer den 25. januar, angiveligt blot at vise, at gruppen kunne tage kontrol over bygningerne, hvis de ønskede) under Euromajdanprotesterne.
Gruppens leder er Oleksandr Daniljuk, en advokat og højreaktivist, som før har været involveret i kampagner mod den tidligere ukrainske præsident Leonid Kutjma og senere Kyivs borgmester Leonid Tjernovetskij.
Under Euromajdandemonstrationerne nægtede Spilna sprava at samarbejde med de øvrige grupper i demonstrationen. Spilna sprava blev anklaget af mere moderate oppositionsledere for at iscenesætte provokationer, som kunne have undermineret samtalerne med Ukraines præsident Viktor Janukovitj og regeringen og kunne have tjent som påskud for at pålægge undtagelsestilstand i Ukraine. Under Euromajdan tilspidsedes forholdet mellem Spilna sprava og det ukrainske nationalist parti Svoboda, og efter sigende tvang Svobodaaktivister Spilna sprava ud af landbrugsministeriet og Kyivs rådhus. Den 3. februar 2014 ankom Danylyuk efter sigende til London påstået på flugt fra en overhængende anholdelse i Ukraine.